# Cò quăm lớn
Cò quăm lớn (danh pháp khoa học: Thaumatibis gigantea) là một loài cò quăm, loài duy nhất trong chi đơn ngành Thaumatibis, thuộc họ Threskiornithidae. Nó sinh sống tại miền bắc Campuchia, với một số cá thể ở miền viễn nam Lào và đã được tái phát hiện tại vườn quốc gia Yok Đôn, Việt Nam.

## Môi trường sống và phân bố
Đây là loài chim đất thấp, sinh sống ở đồng lầy, đầm lầy, bên hồ, sông, đồng bằng rộng và rừng bán mở cũng như cạnh ao, bễ và hố nước. Một cá thể từng được ghi nhận trên ruộng lúa tại bán đảo Mã Lai. Trước đây nó được cho là còn sinh sản ở miền đông nam Thái Lan, trung và bắc Campuchia, nam Lào và nam Việt Nam. Nó vẫn từng khá phổ biến ở đồng bằng sông Cửu Long cho tới tận thập niên 1920, nhưng nay đã biến mất.

## Mô tả
Đây là loài cò quăm lớn nhất. Con trưởng thành được ghi nhận dài 102–106 cm (40–41,5 in), với chiều cao đứng thẳng 100 cm (39 in) và ước tính nặng khoảng 4,2 kg (9,3 lb). Trong các đo đạc chuẩn, cánh dài 52,3–57 cm (20,6–22,4 in), đuôi dài 30 cm (12 in), khối xương cổ chân dài 11 cm (4,3 in) và mỏ dài 20,8–23,4 cm (8,2–9,2 in). Con trưởng thành nói chung có bộ lông xám-nâu tối màu với phần đầu xám và cổ gần đầu trụi lông. Có những vạch đen nằm ở sau đầu và vai. Mỏ màu vàng-nâu, chân màu cam, mắt màu đỏ đậm. Con non có bộ lông đen ngắn, mỏ ngắn hơn và mắt nâu.